# Val Boreca
La val Boreca (val Bürech in piacentino, val Burecca in dialetto locale) è una piccola valle italiana formata dal torrente Boreca, tributario della Trebbia, in provincia di Piacenza, collocata nel cuore delle Quattro Province. Confina a nord con la valle Staffora (Lombardia), a ovest con la val Borbera (Piemonte), a sud con l'alta val Trebbia (Liguria), a est ancora con la val Trebbia (Emilia-Romagna).
Circondata da monti come il Lesima (1 724 m), Alfeo (1 650 m), Tartago (1 688 m), Chiappo (1 699 m), Cavalmurone (1 670 m), Carmo (1 640 m) è impervia e coperta di boschi. L'isolamento geografico e la povertà delle vie di comunicazione con i cambiamenti socio-economici hanno portato a un progressivo spopolamento, iniziato nel dopoguerra, tanto che oggi, in inverno, cinque degli undici villaggi sono chiusi e le abitazioni son per lo più seconde case che i villeggianti e valligiani emigrati riaprono d'estate.

## Storia
Si ritiene che alcuni toponimi della valle derivino da voci nordafricane come quello di Zerba (dall'isola nordafricana di Gerba), quello di Tartago (Chartago, ossia Cartagine), Bogli (Bougie), Suzzi (Souza). Una leggenda lega la fondazione del paese a un gruppo di disertori cartaginesi che abbandonarono l'esercito di Annibale nel 218 a.C., ai tempi della battaglia della Trebbia. Si dice che, per orientarsi, Annibale sia dovuto salire sul monte Lesima, dove un'antica mulattiera è ancora chiamata strada di Annibale. Il monte Lesima dovrebbe il proprio nome a una contrazione della frase latina "lesa manus", in quanto Annibale risalendo le sue pendici nel corso dell'inverno trascorso a Zerba si sarebbe ferito appunto a una mano.
Come molti territori attigui la valle fu concessa da Federico Barbarossa ai Malaspina nel 1164. Passò nel XIII secolo nel Marchesato di Pregola, nel XIV alle famiglie Pinotti e Pozzi, per tornare nel 1404 ai Malaspina fino alla soppressione napoleonica del feudalesimo.
Venne quindi inserita nella provincia di Bobbio fino al 1859 quando entrò a far parte della provincia di Pavia, nel 1927 la val Boreca è stata annessa alla provincia di Piacenza.

## Cultura

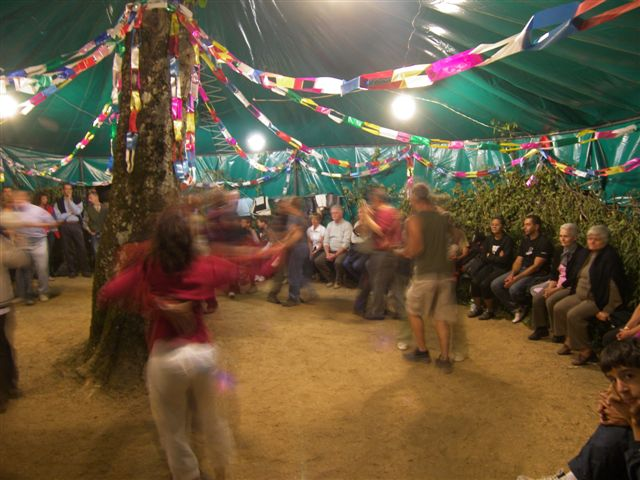
Festa nella balera di Pizzonero

Questa valle fa parte del territorio culturalmente omogeneo delle Quattro Province, caratterizzato da usi e costumi comuni e da un repertorio di musiche e balli molto antichi. Strumento principe di questa zona è il piffero appenninico che con la fisarmonica anima le feste. Anche le più piccole frazioni hanno una balera, dove in estate si svolgono feste molto seguite, la struttura più particolare è quella di Pizzonero costruita attorno a un albero, con tendoni e frasche, per cui si balla girando attorno al tronco.

## Amministrazione
Amministrativamente è divisa fra il comune di Zerba e quello di Ottone. Il territorio di Zerba comprende le località di Pej, Capannette di Pej, Samboneto (orograficamente situato in Valle Staffora), Vezimo, Cerreto. Quello di Ottone le località di Tartago, Belnome, Bogli, Artana, Pizzonero, Suzzi.

## Unione di comuni
Fa parte della nuova Unione Montana Valli Trebbia e Luretta.

## Ilgiro del postino
Il giro del postino è un percorso ad anello che ripercorre il tracciato che seguiva, a piedi, il portalettere per consegnare la corrispondenza nelle frazioni più sperdute della val Boreca, frazioni che non sono collegate da strade carrabili poiché poste su pendii veramente scoscesi. Collega cinque borghi del Comune di Ottone: Artana, Belnome, Pizzonero, Suzzi, Bogli, ritornando ad Artana per 17 km di sentieri e mulattiere con oltre 1 000 m di dislivello. Gli ultimi due postini a percorrerlo sono stati Pino e Franco Rebollini, che con divisa, scarponi e borsa di cuoio a tracolla, consegnavano la posta con qualsiasi condizione meteorologica.